# Puppe-Regel
Die Puppe-Regel oder Puppe'sche Regel ist ein Begriff aus der Rechtsmedizin, bzw. der forensischen Traumatologie und wird angewendet, um durch die Analyse  entstandener Bruchlinien, Aussagen über die mögliche Ursache von Schädelverletzungen zu machen. Ihre Benennung geht auf ihren Entdecker zurück, den deutschen Rechts- und Sozialmediziner Georg Puppe (1867–1925).

## Definition
Die Puppe'sche Regel besagt, dass bei aufeinanderfolgenden Schädelbrüchen, später entstandene Bruchlinien an früher entstandenen enden. Sie kann somit für die Rekonstruktion von Tathergängen verwendet werden, da sie Aussagen über die zeitliche Abfolge mehrerer Gewalteinwirkungen auf den Kopf ermöglicht.

## Anwendung
Die Puppe'sche Regel findet bei rechtsmedizinischen Untersuchungen sowie Obduktionen Anwendung, um Fremdbeteiligung nachzuweisen, wenn die betroffene Person nicht aussagen kann (z. B. bei einem Koma) oder will (z. B. bei häuslicher Gewalt). Die Bruchlinien werden mit Hilfe eines bildgebenden Verfahrens, wie z. B. Magnetresonanztomographie, dargestellt.
Um Aussagen über den Einwirkungsort, die Krafteinwirkung, möglichen Einsatz von Gegenständen und das Bruchzentrum bei Rekonstruktionen von Kopfverletzungen machen zu können, wird die Puppe'sche Regel mit der Hutkrempenregel kombiniert.